# Jakow Połuchin
Jakow Timofiejewicz Połuchin, ros. Яков Тимофеевич Полухин (ur. 24 marca 1895, zm. w sierpniu 1937 pod Saragossą) – rosyjski wojskowy (sztabskapitan), emigracyjny działacz wojskowy.
W 1917 r. ukończył Konstantynowską Szkołę Artylerii. Służył jako młodszy oficer w 26 moździerzowym dywizjonie artyleryjskim. 
W 1918 r. wstąpił do wojsk białych. Walczył na Kubaniu. Od grudnia tego roku był oficerem 1 baterii haubic w 1 dywizjonie artylerii. Następnie służył w 7 baterii markowskiej brygady artylerii. Dwa razy był ranny. 
W listopadzie 1920 r. ewakuował się wraz z resztkami wojsk białych z Krymu do Gallipoli. Zamieszkał we Francji, gdzie należał do monarchistycznego Rosyjskiego Związku Imperialnego – Order. W 1936 r. przyjechał do ogarniętej wojną domową Hiszpanii, gdzie wstąpił ochotniczo do wojsk gen. Francisco Franco. Został dowódcą 3 plutonu rosyjskiego oddziału wojskowego w składzie batalionu Donna Maria de Molina. Doszedł do stopnia podporucznika. Zginął w sierpniu 1937 r. walkach w dolinie rzeki Ebro we wsi Quinto pod Saragossą, próbując wydostać się z okrążenia. Pośmiertnie został odznaczony wysokim hiszpańskim medalem wojskowym.